# Mamorino2
mamorino 2（マモリーノ ツー）は、京セラが日本国内向けに開発した、auブランドを展開するKDDIおよび沖縄セルラー電話のCDMA 1X WIN（現・au 3G）対応通話・通信機能付き防犯ツールである。製造型番はKYY02（ケイワイワイ ゼロニ）。

## 概要
2010年3月に発売されたmamorino（KYY01）の後続機種で、今回は防水(IPX5/IPX7等級)に加えて新たに防塵(IP5X等級)にも対応している。また、あいおいニッセイ同和損害保険の引き受けにより、契約者全員に子供がけがをした際などの傷害保険、日常生活での個人賠償責任補償がセットになった保険 (個人賠償責任補償付スタンダード傷害保険) が無料で付与される。ちなみに初代mamorino同様、電源スイッチは装備されていない。

## 沿革
- 2011年（平成23年）2月23日 - KDDI、および京セラより公式発表。
- 2011年3月16日 - 中部・関西・四国・沖縄地区にて先行発売。
- 2011年3月17日 - 九州地区にて発売。
- 2011年3月18日 - 北海道・北陸・中国地区にて発売。
- 2011年4月2日 - 東北・関東地区にて発売。

※なお、東北・関東地区は諸般の事情により発売予定日が大幅に遅れる結果となった。
- 2012年11月 - 関東地区にて販売終了。
- 2013年（平成25年）2月 - 上記以外の残りの地区にて販売終了。
- 2022年（令和4年）3月31日 - 同キャリアにおける3Gサービスの完全終了により当機種は使用不可となる[2][3]。

## 主な機能・対応サービス
- 防水性能（IPX5/IPX7等級）
- 防塵性能（IP5X等級）
- ココセコム（別途セコムとの契約が必要）
- ケータイアップデート（保護者専用メニューモード使用時のみ利用可能）
- 特定Cメール送受信（ペア相手のみ）
- au ICカード（R-UIMカード）対応（ただしグローバルパスポートのレンタルサービスには非対応）
- 学校向け電源オフ

| 主な対応サービス                                                   | 主な対応サービス                                                                            | 主な対応サービス                          | 主な対応サービス                                                                  |
| ------------------------------------------------------------------ | ------------------------------------------------------------------------------------------- | ----------------------------------------- | --------------------------------------------------------------------------------- |
| EZweb （EZアクセス制限あり）                                       | EZ「着うた」 （ハイクオリティステレオ(HE-AAC)対応） EZ「着うたフル」 EZ「着うたフルプラス」 | LISMOビデオクリップ                       | LISMO Video                                                                       |
| EZチャンネル                                                       | EZチャンネルプラス                                                                          | Touch Message                             | EZFeliCa                                                                          |
| PCサイトビューア                                                   | じぶん銀行アプリ (別途ダウンロードにて対応)                                                 | EZアプリ(BREW)                            | オープンアプリプレイヤー                                                          |
| ケータイ de PCメール                                               | デコレーションメール                                                                        | デコレーションアニメ                      | au one メール                                                                     |
| EZナビウォーク                                                     | EZ助手席ナビ (別途ダウンロードにて対応)                                                     | 安心ナビ                                  | 災害時ナビ 緊急地震速報 (音声読み上げ対応)                                        |
| 移動経路通知（緊急機能としてココセコムを選択される場合は利用不可） | 居場所通知（別途EZwebの契約が必要）                                                         | グローバルパスポート （レンタルサービス） | au Smart Sports （Karada Manager） (ただし、Run & Walkは別途ダウンロードにて対応) |
| 護身用防犯ブザー                                                   | 赤外線通信 auフェムトセル (別途、ケータイアップデートにて対応)                              | 制限モード (発着信・送受信制限)           | 通話モード                                                                        |

など

## 注
1. ↑  2012年（平成24年）7月23日より利用不可
2. ↑  auの3Gサービス「CDMA 1X WIN」が2022年3月末をもって終了　VoLTE非対応4G LTE端末も対象 - ITmedia 2018年11月16日
3. ↑  「CDMA 1X WIN」サービスの終了について - KDDI 2018年11月16日